# Nationalisme féroïen

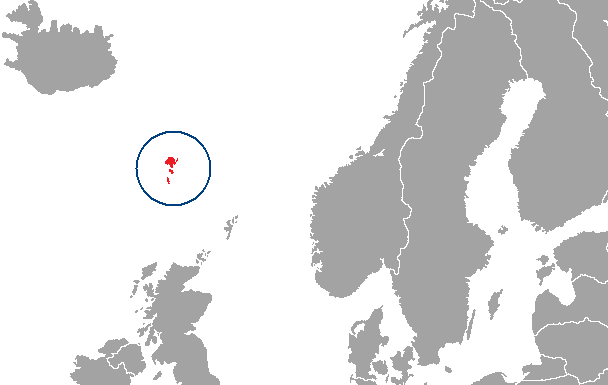
Les Îles Féroé en rouge

Le nationalisme féroïen (en féroïen : Føroyska Sjálvstýrisrørslan) est un mouvement politique indépendantiste et nationaliste qui recherche l'établissement des Îles Féroé comme nation souveraine et indépendante du Danemark. Les arguments en faveur d'une autonomie complète incluent les différences linguistiques et culturelles entre le Danemark et les Îles Féroé aussi bien que l'éloignement entre les deux territoires. Les îles Féroé sont à environ 1 123 km des côtes danoises.

## Histoire de la souveraineté

### Avant le Danemark
On sait que les Vikings se sont installés dans les îles au début du Xe siècle, apportant le vieux-norrois qui a depuis évolué pour former le féroïen. On ne pense pas que ces établissements provenaient directement de la Scandinavie, mais seraient plutôt le fait de Norvégiens-Gaëls ou de communautés nordiques installées autour de la mer d'Irlande, des Northern Isles, des Hébrides extérieures d'Écosse, incluant les îles Shetland et Orcades. Un nom traditionnel pour ces îles Na Scigirí, en gaélique irlandais, est à rapprocher d'un nom norrois Eyja-Skeggjar (les "Barbes de l'île"), surnom donné aux habitants de l'île.
Selon la Saga des Féroïens, ceux qui n'approuvaient pas la monarchie de Harald Ier de Norvège quittèrent la Norvège. Ces émigrants se seraient installés aux îles Féroé à la fin du IXe siècle. Il est ainsi officiellement reconnu que la langue et la culture nordique des îles dérivent des anciens Norvégiens. Les îles furent une possession du Royaume héréditaire de Norvège de 1035 jusqu'à leur incorporation au sein du Danemark.

### Sous la domination danoise
Les îles ont été, avec de brèves interruptions, sous la suzeraineté danoise depuis 1388. Bien que le Royaume du Danemark et de Norvège eût été définitivement divisé après le traité de Kiel de 1814, les îles Féroé restèrent dans les mains danoises
. Une série de politiques discriminatoires furent mises en place précocement après le traité ; le parlement féroïen, le Løgting fut aboli en 1816 de même que le poste de Premier ministre des Îles Féroé. Ces institutions furent remplacées par une juridiction danoise. Dans le même temps, l'usage du féroïen fut généralement découragé et le danois fut imposé comme langue officielle à la région. La Constitution danoise de 1849 accorda aux Féroïens deux sièges au sein du Parlement danois, le Rigsdag envisageait néanmoins en 1852 la restauration du Løgting, mais seulement comme corps consultatif face aux autorités danoises. Avec ces changements, le mouvement nationaliste apparut.
La péninsule danoise fut occupée par l'Allemagne nazie durant la Seconde Guerre mondiale à partir du 9 avril 1940. Le Royaume-Uni, considérant les îles Féroé d'un point de vue stratégique, entamèrent l'occupation militaire des îles, dans le but d'empêcher l'expansion allemande sur le territoire danois. Cela plaça effectivement les îles Féroé sous administration britannique jusqu'à la fin de la guerre en 1945.

## Statut d'autonomie
En l'état actuel, les Îles Féroé forment un pays autonome au sein du Royaume de Danemark partageant ce statut avec le Groenland. En réponse aux appels croissants en faveur de l'autonomie, l'acte de Home Rule des Îles Féroé fut passé le 23 mars 1948, cimentant le statut d'autonomie du pays au sein du Royaume de Danemark. Cet Acte a aussi permis transférer au gouvernement féroïen la grande majorité des affaires domestiques, avec un gouvernement fédéral danois seulement responsable de la Défense, de la Police, de la Justice, de la Monnaie et des Affaires étrangères. Les Îles Féroé restent pour l'instant en dehors de l'Union européenne, comme cela a été décidé après plusieurs référendums.

## Solutions politiques

### Organisations

Schéma de l'orientation politique des partis aux Îles Féroé.

Quatre partis politiques locaux souhaitent l'indépendance : le Fólkaflokkurin (parti populaire féroïen), le Tjóðveldi (ou République), le Framsókn (Parti du Progrès) et le Miðflokkurin (ou Parti du centre). Ces partis, qui vont de la gauche à la droite, occupent 18 des 33 sièges du Løgting. En plus de ces partis, le Sjálvstýrisflokkurin (pl) (Parti de l'auto-gouvernance) défend généralement l'idée de souveraineté, avec une ferveur néanmoins plus modérée que les précédents partis.

### Le référendum de 1946
Le 14 septembre 1946 eut lieu un référendum sur l'indépendance. 50,74 % des Féroïens votèrent en faveur de l'indépendance tandis que 49,26 % choisirent de rester associés avec le Danemark. Il n'y avait qu'une différence de 166 voix entre les deux options. Les Îles Féroé proclamèrent l'indépendance le 18 septembre 1946. Cette proclamation fut annulée par le Danemark le 20 septembre. Le roi Christian X de Danemark préféra dissoudre le Løgting ; les élections parlementaires qui suivirent donnèrent finalement une majorité aux partis favorables à l'union avec le Danemark.

### Crises constitutionnelles
Les gouvernements danois et féroïens ont dû longuement négocié la révision drastique de la constitution féroïenne, car de nombreuses clauses étaient en contradictions avec celles du Danemark. Le conflit a atteint son sommet en 2011, lorsque le Premier ministre du Danemark Lars Løkke Rasmussen a déclaré que les nouvelles modifications ne pouvaient pas être conformes à la constitution nationale. Rasmussen a laissé aux Féroïens le choix entre deux options : faire sécession ou abandonner l'hypothétique constitution. Le Premier ministre féroïen Kaj Leo Johannesen a affirmé qu'il préférait présenter un nouveau projet de constitution et rester au sein du royaume danois.

## Quelle viabilité économique?
« Actuellement, seule la monnaie nous relie au Danemark. Tous les Féroïens sont d'accord sur le fait que nous devons avoir nos propres écoles et notre propre langue. La bataille culturelle est passée. C'est la monnaie danoise qui représente l'obstacle à l'indépendance. »

— Høgni Hoydal, parlementaire féroïen et leader du parti République, 
Bien qu'elles bénéficient d'un signifiant degré d'autonomie à l'égard du Danemark, les Îles Féroé reçoivent régulièrement 99,8 millions de dollars de subsides gouvernementaux pour conserver leur économie stable. En 1992, une crise bancaire entraîna l'économie féroïenne dans une période de stagnation et 15 % de la population émigra vers le Danemark métropolitain. Le soutien financier provenant du gouvernement danois représente 4,6 % du PIB féroïen et 10 à 12 % du budget public.
La compagnie pétrolière norvégienne Statoil a manifesté de l'intérêt pour la prospection de pétrole dans les fonds marins des îles Féroé, se lançant dans une opération pétrolière estimée à 166,46 millions de dollars. Exxon Mobil et Atlantic Petroleum (en) se sont aussi risqués à installer des plates-formes pétrolières dans les eaux féroïennes. Si ces opérations réussissent et si les gisements de pétrole (généreusement estimés à 568 500 $ par habitant pour une population féroïenne d'environ 49 000 habitants) sont effectivement là, les indépendantistes pourraient argumenter l'idée que l'économie et le budget féroïens seraient complètement autonomes au sein d'une nation indépendante.